# Unione Sportiva Catanzaro 1971-1972
Questa voce raccoglie le informazioni riguardanti l'Unione Sportiva Catanzaro nelle competizioni ufficiali della stagione 1971-1972.

## Stagione

Il gol di Angelo Mammì alla Juventus che sancì la prima vittoria in Serie A del Catanzaro

Nella stagione 1971-1972 il Catanzaro disputa il campionato di Serie A, ottiene 21 punti in classifica piazzandosi in penultima posizione e retrocedendo in Serie B, con il Mantova sempre a 21 punti, ed il Varese con 13 punti. Lo scudetto tricolore è stato vinto dalla Juventus con 43 punti, seconde con 42 punti il Milan ed il Torino.
Il Catanzaro che si apprestò a esordire in massima serie subì, nella finestra estiva di calciomercato, alcune leggere modifiche nel reparto difensivo con l'arrivo di Sergio Zuccheri e Giampiero D'Angiulli; successivamente, a novembre, fu portato in squadra Luigi Maldera, ottenuto dal Milan in cambio di Monticolo. Per il reparto avanzato fu invece acquistato Alberto Spelta, capocannoniere della Serie B con il Modena. Un'ulteriore novità di inizio stagione riguardò il rinnovo delle strutture, con la capienza dello stadio ampliata a trentamila spettatori.
Dopo aver perso per un soffio l'accesso al secondo turno della Coppa Italia (dove le Aquile giunsero seconde a un punto dal Napoli che aveva prevalso nello scontro diretto), il Catanzaro esordì riportando una sconfitta a Torino contro la Juventus. Ottenuto il primo punto grazie a un pareggio a reti bianche a Cagliari le Aquile, malgrado diversi tentativi, conclusero il girone di andata a secco di vittorie, restando tuttavia in corsa per la salvezza grazie ai nove punti ottenuti in altrettanti pareggi.

I portieri Luciano Bertoni e Flavio Pozzani in una pausa d'allenamento

Con l'inizio del girone di ritorno le Aquile riuscirono a ottenere la loro prima vittoria stagionale sconfiggendo, con un gol di Mammì a pochi minuti dal termine, una Juventus in difficoltà. In seguito a questo risultato la squadra ebbe un sussulto e, grazie ad alcuni risultati utili consecutivi, risultò fuori dalla zona retrocessione quando mancavano otto gare da giocare. Tre sconfitte consecutive ributtarono indietro le Aquile che, arrivate alla vigilia dell'ultima giornata con un punto di ritardo su Verona (uscito indenne dallo scontro diretto della penultima gara) e Lanerossi Vicenza, non seppero approfittare delle sconfitte delle concorrenti perdendo contro un Milan ancora in corsa per il titolo. Miglior marcatore stagionale Alberto Spelta con 10 reti, di cui 3 in Coppa Italia e 7 in campionato.

## Divise
La divisa casalinga è rossa con risvolti gialli e calzoncini di colore bianco. La divisa da trasferta è a colori invertiti.
| Casa | Trasferta |  |

## Rosa
| N. |                   | Ruolo | Calciatore           |
| -- | ----------------- | ----- | -------------------- |
|    | Italia (bandiera) | P     | Flavio Pozzani       |
|    | Italia (bandiera) | P     | Luciano Bertoni      |
|    | Italia (bandiera) | D     | Fausto Silipo        |
|    | Italia (bandiera) | D     | Sergio Zuccheri      |
|    | Italia (bandiera) | D     | Giampiero D'Angiulli |
|    | Italia (bandiera) | D     | Michele Benedetto    |
|    | Italia (bandiera) | D     | Luigi Maldera        |
|    | Italia (bandiera) | D     | Franco Pavoni        |
|    | Italia (bandiera) | C     | Roberto Franzon      |
|    | Italia (bandiera) | C     | Paolo Bassi          |

| N. |                   | Ruolo | Calciatore         |
| -- | ----------------- | ----- | ------------------ |
|    | Italia (bandiera) | C     | Arturo Bertuccioli |
|    | Italia (bandiera) | C     | Pierluigi Busatta  |
|    | Italia (bandiera) | C     | Adriano Banelli    |
|    | Italia (bandiera) | A     | Alberto Spelta     |
|    | Italia (bandiera) | A     | Maurizio Gori      |
|    | Italia (bandiera) | A     | Angelo Mammì       |
|    | Italia (bandiera) | A     | Paolo Braca        |
|    | Italia (bandiera) | A     | Angelo Carella     |
|    | Italia (bandiera) | A     | Alfredo Ciannameo  |

## Risultati

### Serie A

#### Girone di andata
| Arbitro: | Trinchieri (Reggio Emilia) |

|                                          |           |                     |
| Anastasi 34’ Haller 64’ Bettega 66’, 76’ | Marcatori | 75’ Spelta 79’ Gori |

| Arbitro: | Monti (Ancona) |

|  |           |                         |
|  | Marcatori | 63’ Bedin 80’ Facchetti |

| Cagliari 24 ottobre 1971 3ª giornata | Cagliari           | 0 – 0 | Catanzaro | Stadio Sant'Elia\| Arbitro: \| Lazzaroni (Milano) \| |
| Arbitro:                             | Lazzaroni (Milano) |       |           |                                                      |

| Arbitro: | Torelli (Milano) |

|              |           |           |
| Spadetto 34’ | Marcatori | 54’ Mammì |

| Arbitro: | Gonella (Torino) |

|             |           |             |
| Banelli 37’ | Marcatori | 83’ Petrini |

| Arbitro: | Ciacci (Firenze) |

|           |           |            |
| Maddè 59’ | Marcatori | 84’ Spelta |

| Arbitro: | Bernardis (Roma) |

|            |           |             |
| Spelta 14’ | Marcatori | 66’ Damiani |

| Arbitro: | Michelotti (Parma) |

|  |           |                                 |
|  | Marcatori | 53’ (rig.) Chiarugi 79’ Clerici |

| Arbitro: | Branzoni (Pavia) |

|             |           |  |
| Agroppi 22’ | Marcatori |  |

| Arbitro: | Barbaresco (Cormons) |

|                |           |  |
| Magistrelli 6’ | Marcatori |  |

| Catanzaro 26 dicembre 1971 11ª giornata | Catanzaro      | 0 – 0 | Napoli | Stadio Militare\| Arbitro: \| Motta (Milano) \| |
| Arbitro:                                | Motta (Milano) |       |        |                                                 |

| Arbitro: | Carminati (Milano) |

|                 |           |             |
| Savoldi 2’, 29’ | Marcatori | 77’ Busatta |

| Arbitro: | Gussoni (Tradate) |

|           |           |            |
| Mammì 59’ | Marcatori | 23’ Zigoni |

| Verona 16 gennaio 1972 14ª giornata | Verona              | 0 – 0 | Catanzaro | Stadio Marcantonio Bentegodi\| Arbitro: \| Lo Bello (Siracusa) \| |
| Arbitro:                            | Lo Bello (Siracusa) |       |           |                                                                   |

| Catanzaro 23 gennaio 1972 15ª giornata | Catanzaro         | 0 – 0 | Milan | Stadio Militare\| Arbitro: \| Angonese (Mestre) \| |
| Arbitro:                               | Angonese (Mestre) |       |       |                                                    |

#### Girone di ritorno
| Arbitro: | Toselli (Cormons) |

|           |           |  |
| Mammì 84’ | Marcatori |  |

| Arbitro: | Giunti (Arezzo) |

|                |           |  |
| S. Mazzola 47’ | Marcatori |  |

| Arbitro: | Lo Bello (Siracusa) |

|                        |           |                       |
| Spelta 66’, 90’ (rig.) | Marcatori | 65’ Brugnera 71’ Nenè |

| Arbitro: | Gonella (Torino) |

|             |           |  |
| Banelli 35’ | Marcatori |  |

| Arbitro: | R. Lattanzi (Roma) |

|            |           |                   |
| Braida 18’ | Marcatori | 86’ (rig.) Spelta |

| Arbitro: | Bernardis (Roma) |

|           |           |                |
| Spelta 6’ | Marcatori | 60’ S. Petrini |

| Arbitro: | Menegali (Roma) |

|                   |           |  |
| Maraschi 23’, 51’ | Marcatori |  |

| Arbitro: | Toselli (Cormons) |

|                    |           |  |
| Clerici 80’ (rig.) | Marcatori |  |

| Arbitro: | Bernardis (Roma) |

|          |           |                                     |
| Gori 47’ | Marcatori | 11’ Sala 25’ (aut.) Banelli 56’ Bui |

| Arbitro: | R. Lattanzi (Roma) |

|            |           |                     |
| Busatta 4’ | Marcatori | 56’ (aut.) Zuccheri |

| Napoli 16 aprile 1972 26ª giornata | Napoli          | 0 – 0 | Catanzaro | Stadio San Paolo\| Arbitro: \| Giunti (Arezzo) \| |
| Arbitro:                           | Giunti (Arezzo) |       |           |                                                   |

| Arbitro: | Gonella (Torino) |

|             |           |  |
| Banelli 70’ | Marcatori |  |

| Arbitro: | Torelli (Milano) |

|                                                          |           |  |
| Zigoni 53’ Scaratti 59’ Franzot 61’ Benedetto 70’ (aut.) | Marcatori |  |

| Catanzaro 21 maggio 1972 29ª giornata | Catanzaro        | 0 – 0 | Verona | Stadio Militare\| Arbitro: \| Gonella (Torino) \| |
| Arbitro:                              | Gonella (Torino) |       |        |                                                   |

| Arbitro: | Pieroni (Roma) |

|           |           |  |
| Bigon 23’ | Marcatori |  |

### Coppa Italia Girone 3
| Arbitro: | Torelli (Milano) |

|              |           |            |
| Mazzanti 24’ | Marcatori | 18’ Spelta |

| Arbitro: | Gialluisi (Barletta) |

|  |           |             |
|  | Marcatori | 85’ Improta |

| 8 settembre 1971 3ª giornata |  | – Turno di riposo CATANZARO |  |  |

| Arbitro: | Casarin (Milano) |

|  |           |            |
|  | Marcatori | 63’ Spelta |

| Arbitro: | Menegali (Roma) |

|                   |           |  |
| Spelta 45’ (rig.) | Marcatori |  |

## Statistiche

### Statistiche di squadra
| Competizione | Punti | Totale | Totale | Totale | Totale | Totale | Totale | DR  |
| Competizione | Punti | G      | V      | N      | P      | Gf     | Gs     | DR  |
| ------------ | ----- | ------ | ------ | ------ | ------ | ------ | ------ | --- |
| Serie A      | 21    | 30     | 3      | 15     | 12     | 17     | 34     | -17 |
| Coppa Italia | -     | 4      | 2      | 1      | 1      | 3      | 2      | +1  |
| Totale       | -     | 34     | 5      | 16     | 13     | 20     | 36     | -16 |

### Statistiche dei giocatori
| Giocatore      | Serie A  | Serie A | Coppa Italia | Coppa Italia | Totale   | Totale |
| Giocatore      | Presenze | Reti    | Presenze     | Reti         | Presenze | Reti   |
| -------------- | -------- | ------- | ------------ | ------------ | -------- | ------ |
| A. Banelli     | 30       | 3       | ?            | ?            | 30+      | 3+     |
| P. Bassi       | 3        | 0       | ?            | ?            | 3+       | 0+     |
| M. Benedetto   | 16       | 0       | ?            | ?            | 16+      | 0+     |
| L. Bertoni     | 14       | -?      | ?            | ?            | 14+      | 0+     |
| A. Bertuccioli | 8        | 0       | ?            | ?            | 8+       | 0+     |
| P. Braca       | 19       | 0       | ?            | ?            | 19+      | 0+     |
| P. Busatta     | 27       | 2       | ?            | ?            | 27+      | 2+     |
| A. Carella     | 6        | 0       | ?            | ?            | 6+       | 0+     |
| A. Ciannameo   | 6        | 0       | ?            | ?            | 6+       | 0+     |
| G. D'Angiulli  | 28       | 0       | ?            | ?            | 28+      | 0+     |
| R. Franzon     | 23       | 0       | ?            | ?            | 23+      | 0+     |
| M. Gori        | 25       | 2       | ?            | ?            | 25+      | 2+     |
| A. Mammì       | 23       | 3       | ?            | ?            | 23+      | 3+     |
| F. Pavoni      | 23       | 0       | ?            | ?            | 23+      | 0+     |
| F. Pozzani     | 16       | -?      | ?            | ?            | 16+      | 0+     |
| F. Silipo      | 14       | 0       | ?            | ?            | 14+      | 0+     |
| A. Spelta      | 30       | 7       | ?            | 3            | 30+      | 10     |
| S. Zuccheri    | 23       | 0       | ?            | ?            | 23+      | 0+     |